# Station Weywertz
Station Weywertz is een voormalig spoorwegstation in het dorp Weywertz in de Belgische gemeente Bütgenbach, aan de Vennbahn (spoorlijn 48) en de Vennquerbahn. Hier stopten van 1885 tot 2001 de treinen van de Vennbahn. 
Station Weywertz was het eindpunt van de Vennquerbahn (spoorlijn 45A), die de Duitse stad Remagen vanaf 1912 verbond met de Vennbahn.  Ten tijde van de aanleg lagen deze spoorwegen in de Rijnprovincie van Pruisen,  daardoor had het station dat in de buurt ligt van het toen Duitse legerkamp Elsenborn strategische waarde, die verdween toen dit gebied (vanaf toen bekend als de Oostkantons) in 1920 bij België werd gevoegd.
Voor het reguliere personenvervoer werd de Vennquerbahn op 18 mei 1952 opgeheven.
Het stationsgebouw brandde geheel af in 2001.

## Noot
1. ↑  Feuer im ehemaligen Bahnhof Weywertz, Grenz-Echo, 18 januari 2001.

0,0: Jünkerath ·
4,2: Stadtkyll ·
7,4: Kronenburg ·
10,5: Hallschlag ·
16,3: Losheim ·
2,3: Losheimergraben ·
5,5: Honsfeld ·
8,3: Büllingen ·
10,5: Bütgenbach ·
14,9: Weywertz
0,0: Stolberg (Rheinl) Hbf ·
1,1: Stolberg-Schneidmühle ·
2,5: Stolberg Mühlener Bahnhof ·
3,2: Stolberg-Rathaus ·
3,7: Stolberg Altstadt ·
3,8: Stolberg Hammer ·
8,9: Breinig ·
11,7: Hahn ·
13,2: Walheim ·
14,6: Schmithof ·
0,7: Raeren ·
11,7: Roetgen ·
18,2: Roetgen-Süd ·
20,6: Lammersdorf ·
24,2: Konzen ·
28,8: Monschau ·
35,8: Kalterherberg ·
42,8: Sourbrodt ·
Robertville ·
48,1: Nidrum ·
50,1: Weywertz ·
52,8: Faymonville ·
55,3: Waimes ·
58,2: Ondenval ·
62,0: Montenau ·
65,5: Born ·
72,4: Sankt Vith